# Martin foot
|  | Denne artikel er oprettet af botten Steenthbot ud fra en ekstern database. Den kan derfor have sproglige fejl eller mangler. Denne skabelon kan fjernes efter kontrol af indholdet. |

Martin foot er en dansk portrætfilm fra 2014 instrueret af Johnny Carlsen.

## Handling
Martin Foot er en kendt og værdsat billedhugger. Han arbejder med en lang række af materialer og spænder vidt i størrelse og stil. Han er klassisk uddannet som billedhugger. I filmen får vi et lille indblik i hans virke og ser nogle af hans skulpturer fra Italien til Danmark. Filmen er klippet som en musikvideo over den musik Martin havde i hovedet under produktionen af sin kunst.